# Chaetodipus spinatus
Chaetodipus spinatus är en däggdjursart som först beskrevs av Clinton Hart Merriam 1889.  Chaetodipus spinatus ingår i släktet Chaetodipus och familjen påsmöss. IUCN kategoriserar arten globalt som livskraftig. Inga underarter finns listade i Catalogue of Life. Wilson & Reeder (2005) skiljer mellan 18 underarter.
Arten blir 82,5 till 85 mm lång (huvud och bål), har en cirka 115 mm lång svans och väger 13,5 till 17,5 g. Den har cirka 25 mm långa bakfötter och ungefär 10 mm stora öron. Ovansidan är främst täckt av bruna hår med svarta spetsar. På bakkroppen är dessutom flera vita taggar med mörkare spetsar inblandade. En mörkare längsgående linje på ryggens mitt saknas eller den är otydlig. Annars liknar Chaetodipus spinatus andra släktmedlemmar. Ofta finns variationer i pälsfärgen mellan de olika populationerna på diverse öar.
Denna gnagare förekommer i södra Kalifornien (USA) och i västra Mexiko (huvudsakligen Baja California) samt på flera öar i Californiaviken. Arten vistas i låglandet och i låga bergstrakter upp till 900 meter över havet. Habitatet utgörs av öknar med många klippor och glest fördelad växtlighet.
Individerna är aktiva på natten. De äter troligen frön och gröna växtdelar (efter regnfall). En hona dokumenterades med fyra ungar.